# Национална библиотека на Косово
Националната библиотека на Косово (на албански: Biblioteka Kombëtare e Kosovës; на сръбски: Narodna biblioteka Kosova/ Народна библиотека Косова) е най-висшето библиотечно учреждение в частично признатата Република Косово. Тя се намира в Прищина, столицата на страната.
Мисията на библиотеката е събиране, съхраняване, развитие и гарантиране на достъпността до документалното и интелектуалното наследство на Косово. Библиотеката също така провежда изложби, съхранява архивите на националните вестници и предлага редица други услуги. Тя е известна със своята уникална история и стил на сградата, разработен от хърватския архитект Андрей Мутнякович и предизвикващ нееднозначни оценки.

## История

### Основаване
Историята на библиотечното дело в Косово датира от XIV – XV век. Колекциите на християнски и мюсюлмански религиозни общности се считат за най-старите библиотечни архиви на страната.
Косовската институционална библиотека е официално основана през декември 1944 г. в град Призрен, изпълняващ по това роля на столица.
През 1982 г. библиотеката се премества в настоящата сграда, която е построена в Прищина, столицата на югославския автономен край Косово.
В продължение на много години името на Националната библиотека на Косово се променя в зависимост от политическата ситуация и принадлежността на региона.
| Година      | Име                                                        |
| ----------- | ---------------------------------------------------------- |
| 1944 – 1952 | Регионална библиотека на автономна провинция Косово        |
| 1956 – 1961 | Библиотечен център на Автономна провинция Косово и Метохия |
| 1961 – 1970 | Национална провинциална библиотека                         |
| 1970 – 1990 | Национална и университетска библиотека на Косово           |
| 1990 – 1999 | Национална и университетска библиотека на Косово и Метохия |
| 1999 – 2014 | Национална и университетска библиотека на Косово           |
| от 2014 г.  | Национална библиотека на Косово                            |

Периодът от 1989 до 1999 г. е тежък за Косово – тогава, югославските власти с подкрепата на сръбското население, ликвидират автономията на края. Албанците масово са уволнявани от работните си места, албанските студенти и преподаватели са прогонени от университета в Прищина. Много публични и частни библиотеки са опожарени и унищожени от сърбите по време на албанско-сръбския конфликт. На албанците, които представляват около 90% от населението на края, е забранено да прекрачат прага на Националната библиотека. Част от библиотеката на комплекса е предоставена на сръбско православно религиозно училище, друга част служи като временно място за настаняване на сръбски бежанци от Хърватия и Босна и Херцеговина. Придобиването на библиотечни материали на албански език е прекратено.
След края на операцията на НАТО в Косово е установено, че югославската армия е използвала сградата на Националната библиотека на Косово като военен команден и контролен център. Използването на защитени културни обекти за военни цели е нарушение на законите на войната. Голям брой ценни материали от Националната библиотека са откраднати, мебелите от читалните зали са изпочупени, а картотеките са свалени в мазето. Освен това, в комплекса са открити множество бракувани военни униформи, снайперистки пушки и ръчни гранати. На мироопазващите сили на KFOR отнема около седмица да проверят сградата за наличието на скрити мини.
По данни на национални и международни организации, около 100 000 книги на албански език са изпратени от сърбите до хартиената фабрика в Липлян за рециклиране. Сред тези книги има обекти от националното наследство, ценни за изучаването на историята на региона.

### Реорганизация
След края на Косовската война започва реконструкция на сградата на библиотеката и възстановяване на библиотечните услуги на всички нива. Това е направено с помощта на специална група от експерти от ЮНЕСКО, Съвета на Европа и Международната федерация на библиотечните асоциации и институции (ИФЛА).
Тази специална група от експерти създава различни програми за обучение по библиотечно дело. През годините на реорганизация на Националната библиотека на Косово, тя получава помощ от много политически, обществени и финансови институции, включително посолството на САЩ, ОССЕ, Централната библиотека в Цюрих, Райфайзен Банк и други.

## Архитектура
Сегашната сграда на Националната библиотека на Косово е открита на 25 ноември 1982 г. Нейният проект е разработен от хърватския архитект Андрей Мутнякович. Сградата е с площ от 16 500 квадратни метра и разполага с високи прозорци, 99 купола с различни размери и изцяло е покрита с метална конструкция под формата на рибарска мрежа.
В сградата се помещават две читални зали съответно с 300 и 100 места, читалня за периодични издания, стая за специални колекции, каталог и изследователски център, 150-местна аудитория и 75-местна конферентна зала. Библиотеката е в състояние да побере около два милиона единици за съхранение. Част от материалите са недостъпна за обикновените читатели.
Фоайето на библиотеката се използва за провеждане на различни културни събития. Подът му представлява разнообразна мозайка от мраморен камък. То е увенчано с най-големия купол на библиотеката, осигуряващ достатъчно естествено осветление на залата.

## Галерия
- Основна зала с мраморен под.
- Една от аудиториите на библиотеката.
- Една от читалните зали на библиотеката.
- Изглед на третия етаж.